# NGC 739
NGC 739 est une galaxie lenticulaire située dans la constellation du Triangle. NGC 739 a été découverte par l'astronome britannique Ralph Copeland en 1874.

## Caractéristiques
Sa vitesse par rapport au fond diffus cosmologique est de 4 272 ± 39 km/s, ce qui correspond à une distance de Hubble de 63,0 ± 4,5 Mpc (∼205 millions d'al).